# Sagittalata
Sagittalata (лат. , от лат. sagitta alata «крылатая стрела») — род хищных насекомых из семейства мантиспид отряда сетчатокрылых. Афротропика, Палеарктика, Ориентальная область. Птеростигма вытянутая, от тёмно-красной до чёрной. Передние тазики со срединной линией на передней поверхности. Проторакс длиннее птероторакса. Жгутик тёмный, может быть с двумя-тремя жёлтыми флагелломерами. Края глаз жёлтые у тёмных видов или чёрные у светлых видов.
Род был впервые выделен в 1959 году (Handschin, 1959), а его валидный статус подтверждён в последнем обзоре таксона в ревизии африканских мантиспид в 2012 году южноафриканскими энтомологами Л. Сниманом (Louwtjie P. Snyman; Претория, ЮАР), Мервином Манселлом (Mervyn W. Mansell) и Кларком Шольцем (Clarke H. Scholtz) и их немецким коллегой Майклом Олем (Michael Ohl, Берлин, Германия), на основе типового вида Mantispilla hilaris Navás, 1925. Род включают в состав подсемейства Mantispinae, где по строению гениталий сближается с родами Afromantispa и Mantispa.
- Sagittalata asiatica  C.-k. Yang, 1999[3]
- Sagittalata ata  C.-k. Yang, 1999
- Sagittalata bitschi  Poivre, [1982][4]
- Sagittalata delamarei  Poivre, [1982][4]
- Sagittalata griveaudi  Poivre, [1982][4]
- Sagittalata hilaris  (Navás, 1925)[5]typus
- Sagittalata jucunda  (Navás, 1932)[6]
- Sagittalata lugubris  (Navás, [1926])[7]
- Sagittalata semeriai  Poivre, [1981][8]
- Sagittalata yuata  C.-k. Yang & Peng, 1998[9]
- Другие виды